# Simone Rouvière
Pour les articles homonymes, voir Rouvière.
Simone-Pauline-Marguerite Luc dite Simone Rouvière, née le 1er novembre 1900 dans le 5e arrondissement de Paris et morte le 10 août 1987 à Deauville, est une actrice et chanteuse lyrique française.

## Biographie
Fille du comédien Émile Luc dit Émile Rouvière (1867-1925),, Simone Rouvière fit d'abord des études classiques à l'école supérieure de jeunes filles Sophie-Germain dans le 4ème arrondissement, avant d'exercer divers métiers loin des scènes de théâtre où elle accompagnait son père dans sa jeunesse.
Ce n'est en effet qu'à l'âge de 24 ans qu'elle apparaît pour la première fois à l'affiche d'un théâtre, le théâtre Cluny. À la fois comédienne et chanteuse, elle interprétera des rôles d'ingénues aussi bien dans des revues que dans des ouvrages lyriques du répertoire comme la Belle Hélène d'Offenbach.
Comme son père avant elle à l'époque du muet, Simone Rouvière va également faire une courte carrière au cinéma. Elle va apparaître dans des seconds rôles dans une dizaine de courts et longs métrages entre 1931 et 1936, mais sans véritablement parvenir à percer à l'écran.
Simone Rouvière fera une dernière apparition dans Eulalie, une opérette de Raymond Souplex où elle sera chaque soir sur la scène du Palace de septembre 1941 à avril 1942, avant de se retirer définitivement de la carrière artistique. Elle avait alors 41 ans.

## Théâtre
- 1925 : Bichu ... tu bouscules le pot de fleurs, vaudeville à couplets en 3 actes de Marcel Barencey et Strit[7], musique d'Eugène Gavel, au théâtre Cluny (30 mai)[8]
- 1925 : La Vérité toute nue, pièce en 3 actes de Pierre Véber et Gustave Quinson, d'après Nothing but the truth de James H. Montgomery, au théâtre de Paris (1er septembre) : Maud Ralston[9]
- 1925 : La Nuit est à nous ..., pièce en 3 actes et 4 tableaux d'Henry Kistemaeckers, au théâtre de Paris (21 octobre) : Odette Grandet
- 1926 : Vive la République !, revue en 2 actes et 20 tableaux de Sacha Guitry et Albert Willemetz, au théâtre Marigny (9 avril) : Henri de Rothschild
- 1926 : Divin mensonge !, opérette en 3 actes et 6 tableaux d'Alex Madis et Pierre Véber, musique de Joseph Szulc, au théâtre des Capucines (12 octobre) : Lydie
- 1926 : Paris-Capucines, revue en 2 actes et 12 tableaux de Félix Gandéra, Georges de la Fouchardière et Max Eddy, au théâtre des Capucines (19 décembre)
- 1927 : Humourican Legion, revue en 2 actes d'André Dahl, à la Boite à Fursy (26 août)
- 1927 : Va donc épurer !, revue de Charles-Alexis Carpentier et Robert Dieudonné, à la Boite à Fursy (24 novembre)
- 1927 : Paramount' là-dessus !, revue gaie en 1 acte de Lucien Boyer et André Dahl, à la Boite à Fursy (31 décembre)[10]
- 1928 : Vingt ans, Madame !, comédie en 3 actes de Félix Gandéra et Claude Gével, au théâtre de la Comédie-Caumartin (18 mars) : Simone Foresti[11]
- 1928 : Popaul, opérette en 3 actes, livret de Jean Loysel, musique de Jean Loysel et Georges Mattei, à la Comédie-Caumartin (20 décembre) : Monique / Gisèle[12]
- 1929 : La Belle Hélène, opéra-bouffe en 3 actes de Jacques Offenbach, livret d'Henri Meilhac et Ludovic Halévy, au théâtre de la Gaîté-Lyrique (avril) : Oreste
- 1930 : Barricou, comédie en 3 actes et 4 tableaux de Jacques Deval, au théâtre de l'Athénée (27 mars) : Jeanne[13]
- 1930 : Six filles à marier, opérette en 3 actes et 4 tableaux de Jean Guitton, musique de Raoul Moretti, à la Scala (20 septembre) : Flora
- 1931 : La Femme de Carentan, comédie en 1 acte d'André Birabeau, au Moulin de la Chanson (7 décembre) : Madeleine
- 1932 : Les Mousquetaires au couvent, opérette en 3 actes de Louis Varney, livret de Jules Prével et Paul Ferrier, au théâtre de la Gaîté-Lyrique (23 septembre) : Louise
- 1935 : Cœurs en rodage, opérette de Max Eddy et Jacques Darieux, musique de Casimir Oberfeld et Pierre Neuville, au théâtre des Folies-Wagram (2 mars)
- 1935 : Mon oncle Alex, opérette en 3 actes de Jacques Darieux, musique de Casimir Oberfeld, au Trianon-Lyrique (13 décembre) : Geneviève
- 1936 : Ignace, opérette en 3 actes de Jean Manse, musique de Roger Dumas, au théâtre de la Porte-Saint-Martin (10 février) : Monique
- 1937 : Un de la musique, opérette-bouffe en 2 actes et 5 tableaux de Camille François, musique de Roger Dumas, au théâtre de la Porte-Saint-Martin (12 mars) : Colette Vauchelle
- 1941 : Eulalie, opérette en 3 actes de Raymond Souplex, musique de Georges Mathis, au Palace (25 septembre)

## Filmographie
- 1931 : Azaïs, de René Hervil : Suzette Wurtz
- 1932 : Le Temps des cerises, court-métrage de Jean Caret
- 1932 : Hier et aujourd'hui, de Léon Mathot[14]
- 1932 : Danton, d'André Roubaud : Lucile Desmoulins
- 1932 : Avec l'assurance, de Roger Capellani : Hélène
- 1933 : Casse-cou (Der Draufgänger), film allemand de Richard Eichberg : Manou (doublage en français de l'actrice Marta Eggerth)[15]
- 1934 : L'Homme à l'oreille cassée, de Robert Boudrioz
- 1934 : Nous irons à Tombouctou, court-métrage de Max Eddy et René Petit : Élisabeth[16]
- 1936 : Cœur de gueux, de Jean Epstein[17]